# Ansje Beentjes
Anna Maria Beentjes, connue sous le nom de Ansje Beentjes, née à Alkmaar le 14 avril 1950, est une actrice néerlandaise.

## Biographie
Anna Beentjes suit les cours d'art dramatique à Amsterdam avant de jouer différents rôles dans des longs métrages néerlandais, dont le rôle principal dans le premier film du réalisateur Ate de Jong, Blindgangers. Après avoir joué plusieurs années au Toneelgroep Centrum (nl), elle est invitée dans un soap opera. Après sa carrière de comédienne, elle décide de quitter le théâtre et obtient un diplôme en psychologie en 1985. Dans les années 1990, elle est encore apparue dans quelques séries télévisées.

## Filmographie sélective
- 1974 : Le Conscrit de Roland Verhavert : Katrien
- 1977 : Blindgangers (en) de Ate de Jong : Danielle